# Saison 1982-1983 du Stade rennais FC
Maillots
Chronologie
Saison précédente Saison suivante
La saison 1982-1983 du Stade rennais football club débute le 31 juillet 1982 avec la première journée du Championnat de France de Division 2, pour se terminer le 3 juin 1983 avec un titre de champion de France de deuxième division synonyme de remontée en Division 1.
Le Stade rennais FC est également engagé en Coupe de France.

## Résumé de la saison
À l'aube de la saison 1982-1983, l'objectif du Stade rennais FC est clairement la remontée en première division. « Le temps du purgatoire touche à sa fin », prédit ainsi le Maire de Rennes, Edmond Hervé. Pour appuyer ses dires, la municipalité consent une subvention de 2 millions de francs au club afin de l'aider à sortir de l'impasse dans lequel il est engagé depuis le milieu des années 1970.
Après le départ de Pierre Garcia, le SRFC se lance à la recherche d'un nouvel entraîneur. C'est Jean Vincent, qui vient de mener le Cameroun à la Coupe du monde, qui est retenu parmi vingt-cinq candidatures. Pour la première fois depuis 1933 et le départ de Kalman Szekany, le club rompt avec la tradition d'un entraîneur déjà passé sous les couleurs rennaises comme joueur. Vincent trouve à sa disposition un effectif qui ne compte plus Jean-Yves Kerjean, et où toute la ligne d'attaque est à redessiner après les départs de M'Pelé, Bonsink, Nosibor, Llorens, Saliné et Anafal... Les recruteurs rennais ont cependant le nez creux en faisant venir les Antillais Relmy et Sither, alors que l'Israélien Vicky Peretz fait son arrivée dans le cadre d'un accord avec le RC Strasbourg.
Le Stade rennais commence sa saison en fanfare, et s'empare rapidement de la tête de son groupe. Peretz et Sither trouvent rapidement leurs marques et empilent les buts, bien secondés par un Farès Bousdira efficace. Invaincu pendant toute la phase aller, le Stade rennais creuse l'écart au classement. Sa série d'invincibilité s'arrête finalement à la vingtième journée, sur le terrain de son dauphin, le Nîmes Olympique (0 - 2). Victime d'un petit coup de moins bien en décembre - janvier, les Rennais voient les Nîmois revenir à un point, mais jamais la première place ne sera cédée aux « Crocodiles ». Reparti sur de bonnes bases, et malgré une élimination dès les trente-deuxièmes de finale de la Coupe de France face au Toulouse FC, le Stade rennais s'assure sa remontée en Division 1 le 14 mai, après une victoire obtenue à Limoges. Cerise sur le gâteau, le SRFC remporte le titre de champion de France de deuxième division en battant le SC Toulon après une double confrontation entre les deux clubs.

## Transferts en 1982-1983
| Nom               | Nationalité                   | Provenance/Destination        |
| Arrivées          |                               |                               |
| Patrick Brulez    | France                        | FC Tours                      |
| Serge Le Dizet    | France                        | Stade quimpérois              |
| Louis M'Fédé      | Cameroun                      | Canon Yaoundé                 |
| Vicky Peretz      | Israël                        | RC Strasbourg                 |
| Mario Relmy       | France                        | Girondins de Bordeaux         |
| Pierre Sither     | France                        | La Berrichonne de Châteauroux |
| Départs           |                               |                               |
| Houssaine Anafal  | Maroc                         | KAC de Kénitra                |
| Karel Bonsink     | Pays-Bas                      | Seiko Sports Association      |
| Pierre Guillard   | France                        | UCK Vannes                    |
| Jean-Yves Kerjean | France                        | FC Chaumont                   |
| Jacques Linarès   | France                        | SRFC amateurs                 |
| Robert Llorens    | France                        | Le Havre AC                   |
| François M'Pelé   | République populaire du Congo | arrêt                         |
| Guy Nosibor       | France                        | AS Corbeil-Essonnes           |
| Gérard Saliné     | France                        | CS Thonon                     |
| Fabrice Simon     | France                        | AS Saint-Seurin               |

## L'effectif de la saison
| Poste¹ | Nat.² | Nom                    | Naissance          | Sélection³ | Championnat | Championnat | Coupe France | Coupe France | Total Saison | Total Saison |
| Poste¹ | Nat.² | Nom                    | Naissance          | Sélection³ | M           | But inscrit | M            | But inscrit  | M            | But inscrit  |
| ------ | ----- | ---------------------- | ------------------ | ---------- | ----------- | ----------- | ------------ | ------------ | ------------ | ------------ |
| D      | FRA   | Yannick Bajeot         | 1er septembre 1959 | -          | 10          | 0           | 1            | 0            | 11           | 0            |
| D      | FRA   | Philippe Berlin        | 25 mars 1956       | -          | 34          | 0           | 3            | 0            | 37           | 0            |
| M      | FRA   | Farès Bousdira         | 20 septembre 1953  | A          | 33          | 17          | 2            | 0            | 35           | 17           |
| D      | FRA   | Patrick Brulez         | 31 octobre 1950    | -          | 30          | 0           | 3            | 0            | 33           | 0            |
| D      | FRA   | Alain Doaré            | 28 novembre 1963   | -          | 0           | 0           | 0            | 0            | 0            | 0            |
| D      | FRA   | Didier Dufour          | 25 avril 1952      | -          | 34          | 0           | 3            | 0            | 37           | 0            |
| G      | FRA   | Jean-Noël Dusé         | 15 décembre 1948   | -          | 33          | 0           | 3            | 0            | 36           | 0            |
| D      | FRA   | Serge Le Dizet         | 27 juin 1964       | B          | 0           | 0           | 0            | 0            | 0            | 0            |
| A      | FRA   | Bruno Marin            | 9 octobre 1963     | -          | 1           | 0           | 0            | 0            | 1            | 0            |
| A      | CMR   | Louis M'Fédé           | 26 février 1961    | A          | 1           | 0           | 1            | 1            | 2            | 1            |
| A      | FRA   | Philippe Morin         | 28 mars 1962       | -          | 33          | 11          | 3            | 1            | 36           | 12           |
| A      | ISR   | Vicky Peretz           | 11 février 1953    | A          | 33          | 17          | 3            | 2            | 35           | 19           |
| M      | FRA   | Patrick Rampillon      | 4 juillet 1955     | -          | 1           | 0           | 0            | 0            | 1            | 0            |
| A      | FRA   | Mario Relmy            | 7 mai 1960         | -          | 17          | 7           | 2            | 1            | 19           | 8            |
| M      | FRA   | Bernard Samson         | 12 décembre 1958   | -          | 33          | 6           | 3            | 2            | 36           | 8            |
| A      | FRA   | Pierre Sither          | 19 février 1957    | -          | 31          | 9           | 1            | 1            | 32           | 10           |
| D      | FRA   | Bernard Tischner       | 9 septembre 1957   | -          | 31          | 1           | 2            | 0            | 33           | 1            |
| G      | FRA   | Dominique Vaast        | 25 mars 1959       | -          | 1           | 0           | 0            | 0            | 1            | 0            |
| M      | FRA   | Dominique Vésir        | 19 janvier 1956    | -          | 18          | 0           | 1            | 1            | 19           | 1            |
| M      | FRA   | Christian Zajaczkowski | 16 février 1961    | -          | 33          | 0           | 3            | 0            | 36           | 0            |

- 1 : G, Gardien de but ; D, Défenseur ; M, Milieu de terrain ; A, Attaquant
- 2 : Nationalité sportive, certains joueurs possédant une double-nationalité
- 3 : sélection la plus élevée obtenue

## Équipe-type
Il s'agit de la formation la plus courante rencontrée en championnat.

## Les rencontres de la saison

### Liste
| Match | Date         | Compétition                             | Tour                                    | Adversaire       | Lieu ¹ | Score | Class. | Buteurs pour le Stade rennais           |
| ----- | ------------ | --------------------------------------- | --------------------------------------- | ---------------- | ------ | ----- | ------ | --------------------------------------- |
| 1     | 31 juillet   | Division 2 - Groupe A                   | 1                                       | Châteauroux      | E      | 3-1   | 1      | Morin Samson Bousdira                   |
| 2     | 7 août       | Division 2 - Groupe A                   | 2                                       | Nœux-les-Mines   | D      | 1–1   | 3      | Peretz                                  |
| 3     | 14 août      | Division 2 - Groupe A                   | 3                                       | Angoulême        | E      | 1-0   | 1      | Morin                                   |
| 4     | 21 août      | Division 2 - Groupe A                   | 4                                       | Nîmes            | D      | 2–0   | 1      | Peretz                                  |
| 5     | 28 août      | Division 2 - Groupe A                   | 5                                       | Béziers          | E      | 2–1   | 1      | Peretz Bousdira                         |
| 6     | 4 septembre  | Division 2 - Groupe A                   | 6                                       | Viry-Châtillon   | D      | 2-0   | 1      | Morin Sither                            |
| 7     | 11 septembre | Division 2 - Groupe A                   | 7                                       | Angers           | E      | 2-0   | 1      | Bousdira Sither                         |
| 8     | 18 septembre | Division 2 - Groupe A                   | 8                                       | Guingamp         | D      | 1–0   | 1      | Samson                                  |
| 9     | 25 septembre | Division 2 - Groupe A                   | 9                                       | Libourne         | E      | 2–2   | 1      | Peretz Sither                           |
| 10    | 2 octobre    | Division 2 - Groupe A                   | 10                                      | Abbeville        | D      | 2–0   | 1      | Bousdira Sither                         |
| 11    | 9 octobre    | Division 2 - Groupe A                   | 11                                      | Valenciennes FC  | E      | 2–2   | 1      | Morin Bousdira                          |
| 12    | 16 octobre   | Division 2 - Groupe A                   | 12                                      | Alès             | D      | 1-1   | 1      | Bousdira                                |
| 13    | 23 octobre   | Division 2 - Groupe A                   | 13                                      | Racing Paris 1   | E      | 0-0   | 1      |                                         |
| 14    | 30 octobre   | Division 2 - Groupe A                   | 14                                      | Le Havre         | D      | 1–0   | 1      | Bousdira                                |
| 15    | 6 novembre   | Division 2 - Groupe A                   | 15                                      | Montpellier      | E      | 2-1   | 1      | Morin Samson                            |
| 16    | 13 novembre  | Division 2 - Groupe A                   | 16                                      | Corbeil-Essonnes | E      | 4-2   | 1      | Peretz Bousdira Sither Boucolon (csc)   |
| 17    | 20 novembre  | Division 2 - Groupe A                   | 17                                      | Limoges          | D      | 3-0   | 1      | Peretz Bousdira                         |
| 18    | 27 novembre  | Division 2 - Groupe A                   | 18                                      | Nœux-les-Mines   | E      | 0–0   | 1      |                                         |
| 19    | 4 décembre   | Division 2 - Groupe A                   | 19                                      | Angoulême        | D      | 0–0   | 1      |                                         |
| 20    | 11 décembre  | Division 2 - Groupe A                   | 20                                      | Nîmes            | E      | 0–2   | 1      |                                         |
| 21    | 9 janvier    | Coupe de France                         | 6e tour                                 | AS Vitré (Ligue) | E      | 7-1   | 7-1    | Morin Samson Peretz Vésir Sither M'Fédé |
| 22    | 16 janvier   | Coupe de France                         | 7e tour                                 | Douarnenez (DH)  | D      | 2-0   | 2-0    | Samson Relmy                            |
| 23    | 22 janvier   | Division 2 - Groupe A                   | 21                                      | Béziers          | D      | 2-0   | 1      | Bousdira                                |
| 24    | 29 janvier   | Division 2 - Groupe A                   | 22                                      | Viry-Châtillon   | E      | 1–1   | 1      | Peretz                                  |
| 25    | 5 février    | Division 2 - Groupe A                   | 23                                      | Angers           | D      | 4–1   | 1      | Morin Peretz Sither Relmy               |
| 26    | 12 février   | Coupe de France                         | 1/32 finale                             | Toulouse (D1)    | N      | 0-1   | 0-1    |                                         |
| 27    | 19 février   | Division 2 - Groupe A                   | 24                                      | Guingamp         | E      | 2-0   | 1      | Peretz Bousdira                         |
| 28    | 26 février   | Division 2 - Groupe A                   | 25                                      | Libourne         | D      | 5–1   | 1      | Morin Samson Bousdira Relmy             |
| 29    | 19 mars      | Division 2 - Groupe A                   | 26                                      | Abbeville        | E      | 1-0   | 1      | Morin                                   |
| 30    | 26 mars      | Division 2 - Groupe A                   | 27                                      | Valenciennes FC  | D      | 2–1   | 1      | Tischner Morin                          |
| 31    | 2 avril      | Division 2 - Groupe A                   | 28                                      | Alès             | E      | 1-2   | 1      | Samson                                  |
| 32    | 9 avril      | Division 2 - Groupe A                   | 29                                      | Racing Paris 1   | D      | 2–1   | 1      | Morin Relmy                             |
| 33    | 23 avril     | Division 2 - Groupe A                   | 30                                      | Le Havre         | E      | 1-2   | 1      | Relmy                                   |
| 34    | 30 avril     | Division 2 - Groupe A                   | 31                                      | Montpellier      | D      | 4–1   | 1      | Morin Sither Relmy                      |
| 35    | 7 mai        | Division 2 - Groupe A                   | 32                                      | Corbeil-Essonnes | D      | 6–0   | 1      | Peretz Bousdira Relmy Piazza (csc)      |
| 36    | 14 mai       | Division 2 - Groupe A                   | 33                                      | Limoges          | E      | 1–0   | 1      | Peretz                                  |
| 37    | 21 mai       | Division 2 - Groupe A                   | 34                                      | Châteauroux      | D      | 5–2   | 1      | Samson Peretz Sither                    |
| 38    | 27 mai       | Division 2 - Match des champions aller  | Division 2 - Match des champions aller  | Toulon           | E      | 1–0   | 1–0    | Bérenguier (csc)                        |
| 39    | 3 juin       | Division 2 - Match des champions retour | Division 2 - Match des champions retour | Toulon           | D      | 2–2   | 2–2    | Bousdira Relmy                          |

- 1 N : terrain neutre ; D : à domicile ; E : à l'extérieur ; drapeau : pays du lieu du match international

## Bilan des compétitions
| Compétition     | Vainqueur final     | Débute au tour | Place ou tour final | Première rencontre | Dernière rencontre | Nombre |
| --------------- | ------------------- | -------------- | ------------------- | ------------------ | ------------------ | ------ |
| Division 2      | Stade rennais FC    | 1re journée    | 1er                 | 31 juillet 1982    | 21 mai 1983        | 36     |
| Coupe de France | Paris Saint-Germain | 6e tour        | 1/32 de finale      | 9 janvier 1983     | 12 février 1983    | 3      |

### Division 2 - Groupe A

#### Classement
| Rang | Équipe         | Pts | J  | G  | N  | P | Bp | Bc | Diff |
| ---- | -------------- | --- | -- | -- | -- | - | -- | -- | ---- |
| 1    | Rennes         | 54  | 34 | 23 | 8  | 3 | 68 | 25 | +43  |
| 2    | Nîmes          | 49  | 34 | 19 | 11 | 4 | 65 | 34 | +31  |
| 3    | Valenciennes   | 47  | 34 | 18 | 11 | 5 | 74 | 39 | +35  |
| 4    | Racing Paris 1 | 43  | 34 | 17 | 9  | 8 | 60 | 28 | +32  |

- 1 : Promu en Division 1
- 2 : Barragiste avec le 2e du Groupe B

#### Résultats
| Total  | Total  | Total | Total | Total | Total | Total | Total | Domicile | Domicile | Domicile | Domicile | Domicile | Domicile | Extérieur | Extérieur | Extérieur | Extérieur | Extérieur | Extérieur |
| Matchs | Points | V     | N     | D     | BP    | BC    | Diff. | V        | N        | D        | BP       | BC       | Diff.    | V         | N         | D         | BP        | BC        | Diff.     |
| ------ | ------ | ----- | ----- | ----- | ----- | ----- | ----- | -------- | -------- | -------- | -------- | -------- | -------- | --------- | --------- | --------- | --------- | --------- | --------- |
| 34     | 54     | 23    | 8     | 3     | 68    | 25    | +43   | 14       | 3        | 0        | 43       | 9        | +34      | 9         | 5         | 3         | 25        | 16        | +9        |

#### Résultats par journée
| Journée   | 01 | 02 | 03 | 04 | 05 | 06 | 07 | 08 | 09 | 10 | 11 | 12 | 13 | 14 | 15 | 16 | 17 | 18 | 19 | 20 | 21 | 22 | 23 | 24 | 25 | 26 | 27 | 28 | 29 | 30 | 31 | 32 | 33 | 34 |
| --------- | -- | -- | -- | -- | -- | -- | -- | -- | -- | -- | -- | -- | -- | -- | -- | -- | -- | -- | -- | -- | -- | -- | -- | -- | -- | -- | -- | -- | -- | -- | -- | -- | -- | -- |
| Terrain   | E  | D  | E  | D  | E  | D  | E  | D  | E  | D  | E  | D  | E  | D  | E  | E  | D  | E  | D  | E  | D  | E  | D  | E  | D  | E  | D  | E  | D  | E  | D  | D  | E  | D  |
| Résultats | V  | N  | V  | V  | V  | V  | V  | V  | N  | V  | N  | N  | N  | V  | V  | V  | V  | N  | N  | D  | V  | N  | V  | V  | V  | V  | V  | D  | V  | D  | V  | V  | V  | V  |
| Points    | 2  | 3  | 5  | 7  | 9  | 11 | 13 | 15 | 16 | 18 | 19 | 20 | 21 | 23 | 25 | 27 | 29 | 30 | 31 | 31 | 33 | 34 | 36 | 38 | 40 | 42 | 44 | 44 | 46 | 46 | 48 | 50 | 52 | 54 |
| Place     | 1  | 3  | 1  | 1  | 1  | 1  | 1  | 1  | 1  | 1  | 1  | 1  | 1  | 1  | 1  | 1  | 1  | 1  | 1  | 1  | 1  | 1  | 1  | 1  | 1  | 1  | 1  | 1  | 1  | 1  | 1  | 1  | 1  | 1  |

Source : Liste des rencontres

Terrain : D = Domicile ; E = Extérieur. Résultat: D = Défaite ; N = Nul ; V = Victoire.